# حلزون أطحل
الحلزون الأطحل نوع من الحلزون الأرضي الذي يتنفس الهواء، وهو رخويات حلزون رئوي في فصيلة الرخويات. يكثر في الأرضي الجبلية الصخرية. يعد من الأصناف الجيدة التي تعادل الحلزون الكرمي. تربيته سهلة لكنه قليل النتاج.

## التوزع
تعود أصول الحلزون الأطحل إلى أوروبا وفي المقام الأول بالقرب من البحر الأبيض المتوسط، وكذلك شمال إفريقية.
يوجد الحلزون الأطحل في كل من:
- مناطق فرنسا الواقعة غرب مصب نهر الرون[4] وهي محمية هنا، ولا ينبغي جمعها لأغراض تجارية.[4]
- جزر في البحر التيراني [4]
- إيطاليا، شبه الجزيرة الإيطالية إلى لغورية ورُمنية [4]
- الجزر الأيونية
- وسط اليونان [4]
- جزر بحر إيجة [4]
- قبرص (منطقة واحدة فقط) [4]
- شمال أفريقية المتوسطي [4]

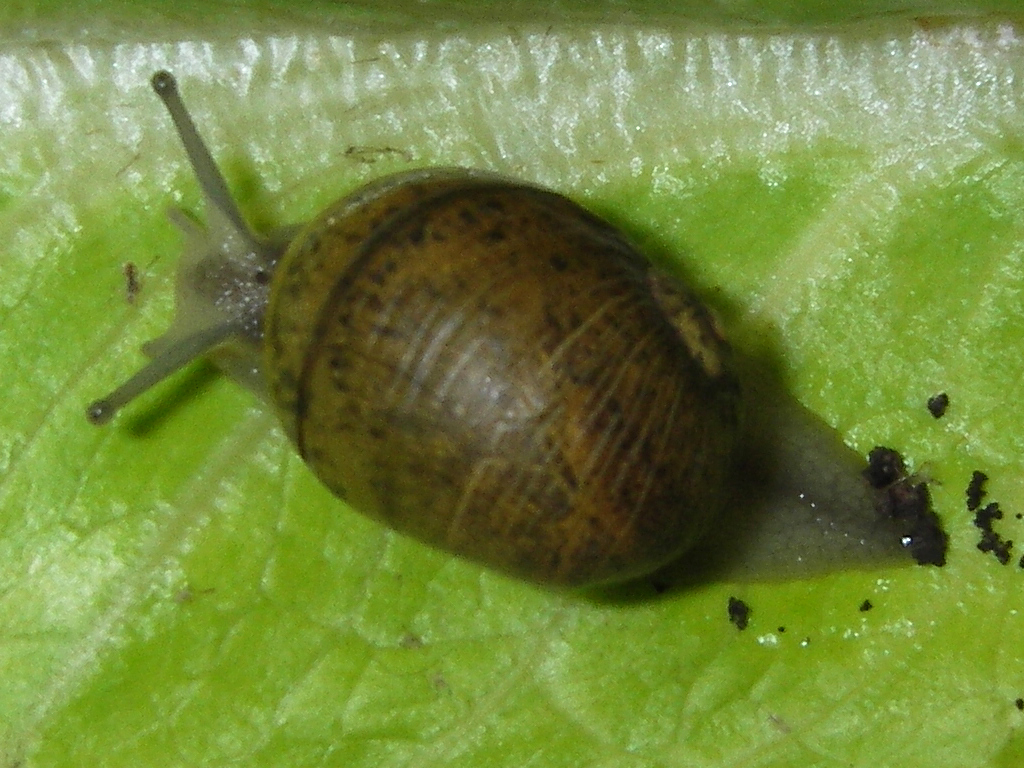
منظر ظهري للحلزون الأطحل
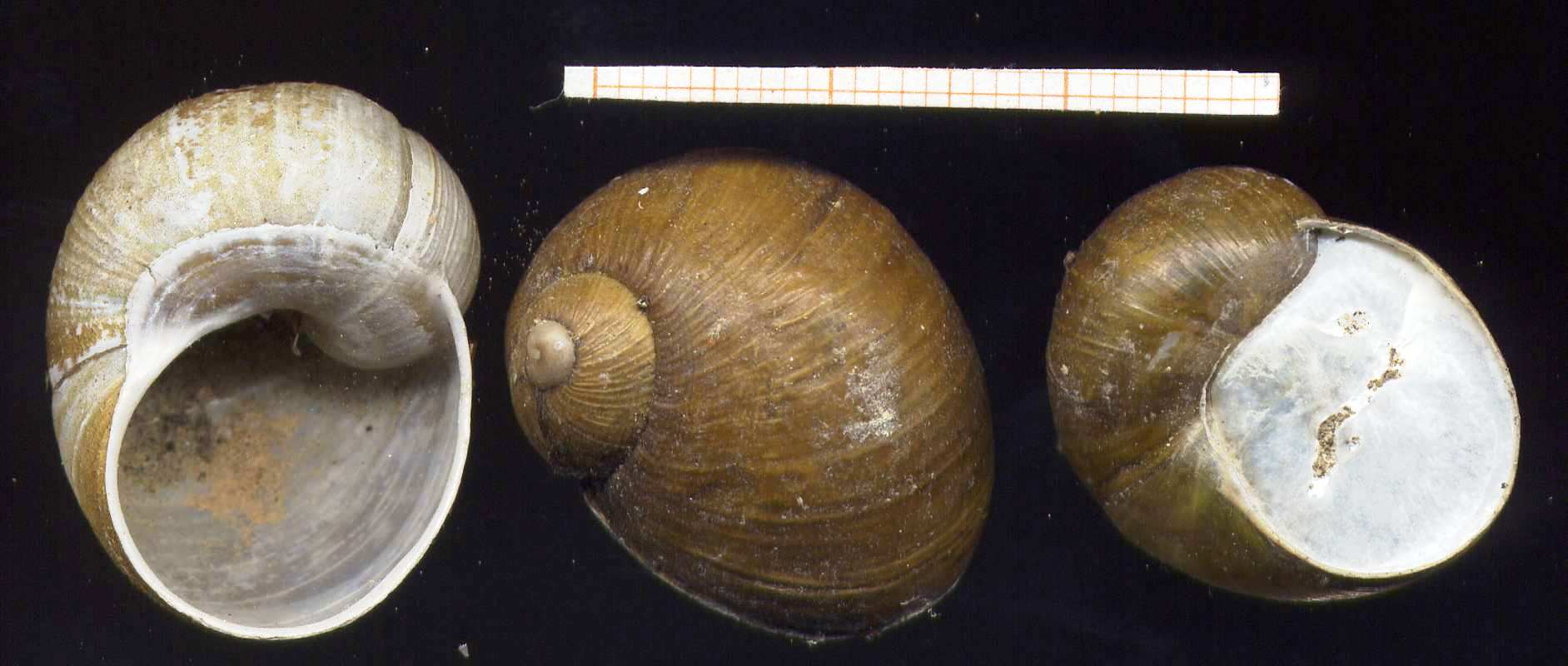
الصدف
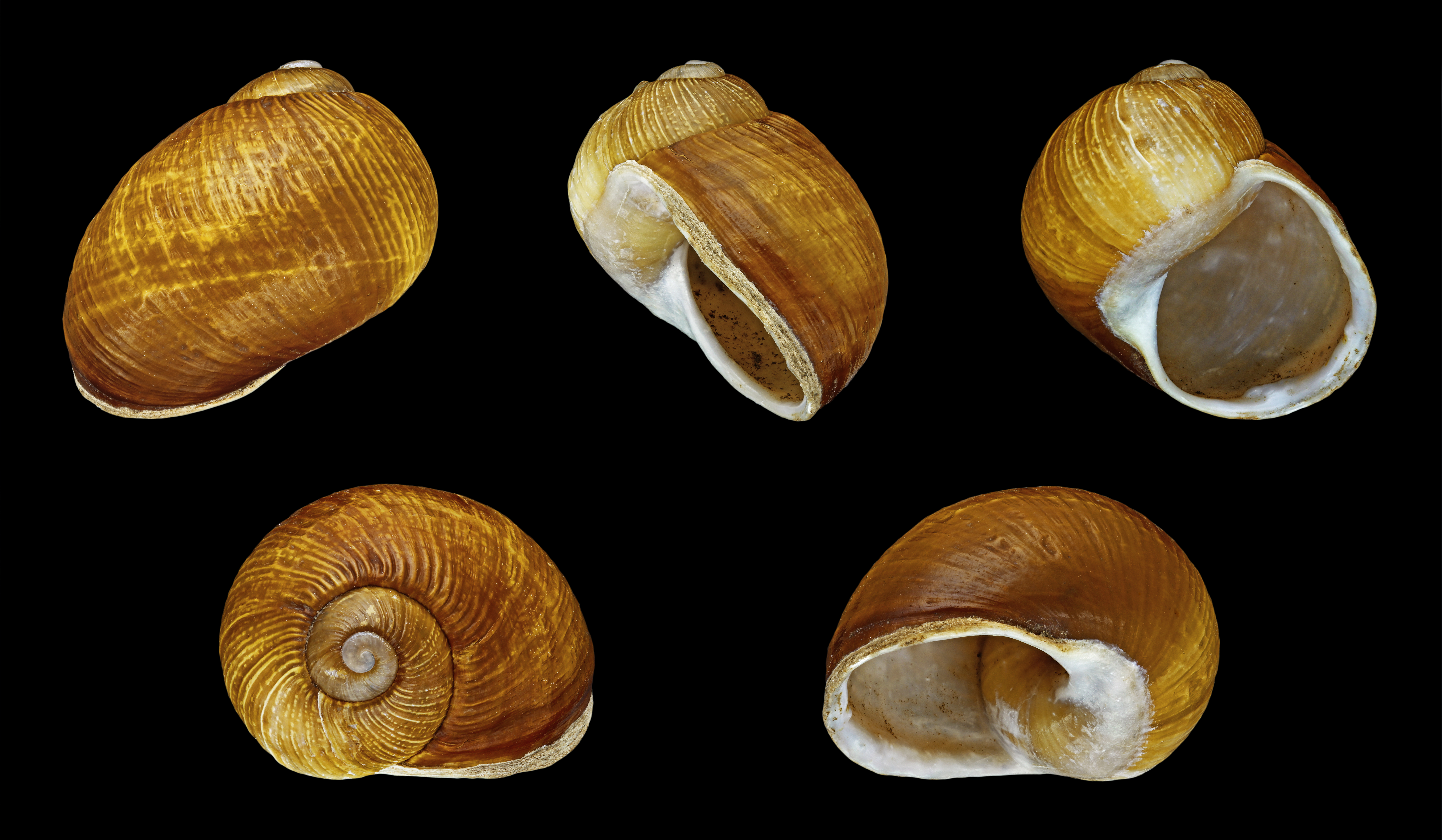
خمس لقطات لصدفة الحلزون الأطحل